# チェリー (パチスロ)
チェリー（英語: Cherry）は、パチスロにおいて1リールのみで入賞・払い出しが確定する小役の総称。サクランボが絵柄に用いられることが多いため。

## 概要

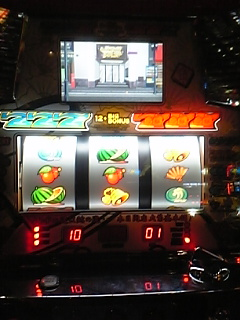
大繁盛本舗（オーイズミ）の中段チェリー

パチスロでは、ほとんどの機種で1リールのみで入賞が確定する小役の図柄にサクランボの図柄を用いていたことから、1リールのみで入賞が確定する小役のことをチェリーと呼ぶようになった。 
1リールのみで入賞が確定する小役でなくとも、サクランボの図柄を用いていればチェリーと呼ばれる。
ほとんどの機種のチェリーは左リールの上中下段のいずれかに止まることで小役となり払い出しを受ける。
その場合、5ライン機であれば、上段にチェリーが止まったときは上段と右下がり、
下段に止まったときは下段と右上がりの2ラインで入賞していることから2倍の配当となる。
チェリーの配当が2枚であれば4枚が払い出されるが、中段に止まったときは中段のみの1ライン入賞となるため2枚しか払い出されない。
- 上下段に停止した場合を角チェリー（かどちぇりー）[要出典]
- 中段に停止した場合を中段チェリー（ちゅうだんちぇりー）[要出典]または中チェリー（なかちぇりー）[要出典]

と呼んで区別する。
中段チェリーには特典が付加されていることもある。
- 左リールのみにチェリーが停止し、中リールの有効ライン上にチェリーが停止しないものを単チェリー（たんちぇりー）[3][信頼性要検証]
- 中リールの有効ライン上にもチェリーが停止したものを2連チェリー(にれんちぇりー)[要出典]
- 右リールの有効ライン上にもチェリーが停止し、一直線上に並んだものを3連チェリー(さんれんちぇりー)

と呼んで区別する。
単チェリーには特典が付加されていることもある。

## 単チェリー
単チェリーは集中役やボーナスを直接抽選する･「ボーナス抽選高確率モード」の抽選の契機役として使われることがある。
「単チェリー」に特別な意味を持たせた最初の機種は2号機のアラジン（ニイガタ電子）である。
この機種では通常時はチェリーのフラグが成立すると連チェリーになるが、ボーナスフラグかアラジンチャンスが成立すると単チェリーとなった。(これを利用した閉店時の補償を得る不正行為もあった)。
ストック機の時代になると、単チェリーを含むチェリーの小役は
- 中段に止まることでボーナスを直接抽選する[7]。
- 集中役の抽選を行ったり、ボーナス抽選の確率が上がる「モード昇格」の契機役となる[8]

といった効果を生むようになった。
一部の機種で単チェリーに連チェリーとは異なる特別な意味を持たせるようになった。
尚、アラジンA、アラジン2エボリューション（いずれもサミー）などのアラジンシリーズの一部においては、一般的な「単チェリー」の定義とは異なり、2連チェリーも「単チェリー」に含まれ、集中役やボーナス抽選、またはモード抽選の契機役となる。
5号機においては、ボーナスとの重複当選の期待が高い役として採用されることが多い。

## 中段チェリー
中段チェリーは左リールの中段にチェリー絵柄が現れる出目であり、時代背景によって以下のような役割を果たしてきた。

### 2号機、3号機
バニーガール（オリンピア）やコンチネンタル（瑞穂製作所、現：ミズホ）などの機種では、リーチ目の役割を果たした。

### 4号機
小役カウンターが搭載された4号機からは単なる小役になり、特殊な意味合いは持たなかった。しかし、狙わないと獲得することができず小役回収打法を行うプレイヤーにとっては大きなプラスになった。

### AT機
シングルボーナス等が搭載されているA-C機種だと、プレミア的役割を果たすことが多かった。例えば、アントニオ猪木という名のパチスロ機（平和）などでは、中段チェリーの出現率は1/24517であったものの、出るだけで最低AT3連などに繋がった。

### ストック機
AT機に規制がかかり、ストック全盛期になった後に、中段チェリー ＝ ボーナス放出契機になることが多かった。
反面、ストック機においての中段チェリーは出現率が著しく低く（主役は銭形では1/8192）、プレミア的存在になりつつあった。

### 5号機
重複フラグが可能な5号機においては、中段チェリーは高確率でボーナス同時当選となる場合が多い。また4ライン機（中段が無効）では中段チェリーは当然払い出しの対象にならないが、4号機の0枚小役と同じような役割を果たす。
ボーナスを搭載していないART機やAT機でも確定役であることが多い。また、中段チェリーと同時にBARが揃う機種も存在する。

## 特色のある機種

### 4号機以前
- セブンリーグ（山佐）など - チェリーが2段連続して配列されていたが、2つ同時に枠内に止まることがないリール制御になっている[要検証 – ノート]。後に2段連続してチェリーを配列した機種では2つ同時に枠内に止まる機種も存在している[要検証 – ノート]。
- アドベンチャー（尚球社、現：岡崎産業）など - 左リールのみで入賞が確定する小役がチェリーとは別の絵柄になっており、チェリーがらみの小役は3リール確定になっている[要出典]。チェリーがらみの小役と別の小役が同一フラグとなっており、ボーナスフラグが成立していないときは別の小役を、ボーナスフラグが成立するとチェリーがらみの小役を優先するリール制御になっている[要出典]。
- クレイジーチェリー（バークレスト、現：ロデオ） - 入賞の対象が左リールではなく中リールになっている[15]。
- ウルトラマン倶楽部3（サミー）など - チェリーが2種類あり、それぞれが別フラグである。片方のチェリーは黒い帯がつけられており[要出典]、目押しがしやすくなっている[16][信頼性要検証]。
- アステカ（エレクトロコインジャパン、現：エレコ）など - 2種類のチェリーが連続して配置されており、2つ合わせて1つの大きな円形の絵柄に見えるようになっていた[17][信頼性要検証]。
- シノビ（アビリット、現：コナミアミューズメント）など - 左リールのみで入賞が確定するチェリーと中リールのみで入賞が確定するチェリーの2種類があり[要出典]、別フラグになっている[要出典]。
- フュージョン（大都技研） - 赤7だとビッグボーナス中のメイン小役が8枚となり平均400枚程度の獲得、青7だとメイン小役が15枚となり平均500枚以上の獲得が見込める[要出典]が、「青7」がチェリーを兼ねていたため、BIGボーナス成立ゲームで青7を入賞させることが出来ず[要検証 – ノート]、「青7」を成立させるためには成立後のチェリーが成立したその1ゲームで確実に揃えなければならなかった[18][信頼性要検証]。チェリー成立を祈って[19][信頼性要検証]ゲームを続行するか、コインロスが赤BIGと青BIGの獲得差以上になると判断して「赤7」で諦めるかの二者択一を迫られた[20]。
- サラリーマン金太郎（ロデオ）など - チェリーがシングルボーナス絵柄になっていた。同機種はAT機であった[21][信頼性要検証]。

### 5号機以降
- 新世紀エヴァンゲリオン（ビスティ）など - 入賞の対象が左リールではなく右リールになっている[22][信頼性要検証]。
- キューティーハニー（エレコ）など - 1ライン機であり[要出典]、なおかつ左リールのみで入賞が確定する小役（ハートつきベル）がチェリーとは別の絵柄になっている[23][信頼性要検証]。また、ハートつきベルはRTパンク絵柄となっており[要出典]、5号機特有のリール制御を利用し、空回しでリプパンはずしができるようになっていた[要説明]。
- 超お父さん（SNKプレイモア）など - チェリーが低確率RT（通常時とリプレイ確率がほぼ同じ[要説明]）突入絵柄となっている[要検証 – ノート]。低確率RTは高確率RTの突入を阻止する効果があり、低確率RTの終了プレイ数とチェリーフラグの成立確率の配分により、通常プレイ中はRT中でないときよりも低確率RT中のほうに長く滞在するようになっている[24][信頼性要検証]。
- ボンバーマンビクトリー（サミー）など - 3種類（3色）のチェリーがRTパンク絵柄となっているが[要出典]、RT中はいずれかのチェリーフラグが成立すると液晶画面上で、フラグが成立しているチェリーの色を告知[25][信頼性要検証]、告知回数は消費されるようになっており[要出典]残り告知回数が0になると告知がなくなり、いずれかのチェリーフラグが成立したとき、1/3の確率でRTパンクとなる[26][信頼性要検証]。
- パチスロ交響詩篇エウレカセブン、パチスロサクラ大戦3では中段チェリーはBIGまたはARTが確定となるが[要出典]、中段チェリー成立の際は必ずスイカ絵柄が右上がりに揃う制御になっている[27][信頼性要検証]。

また5号機では単チェリー出現でリプレイが揃いリーチ目を演出する機種も出てきている。

## 歴史
リバティ・ベル・ガム･フルーツにおいて、初めてスロットマシンの絵柄にフルーツが登場することになった。
採用された絵柄群は、ベル　オレンジ　プラム　レモン　スペアミントの葉　横長の棒状シンボルの6種類で、フルーツはガムの味の種類を示しており、誕生したフルーツ絵柄は、現在のスロットマシン（パチスロ）の共通絵柄として、当時のガムのブランド・マークと共に、現在まで100年以上に渡って脈々と受け継がれることになった。
が、スロットマシンの最も象徴的な絵柄である「チェリー」は、上記の中に存在していない。
チェリーはリバティ・ベル・ガム・フルーツと同年に発売した、ガムの自販機が付かないタイプのスロットマシンであるオペレーターズ・ベルで「スペアミントの葉」が「チェリー」に置き換えられことから始まりであった。
現在ではスロットマシンのシンボルと言える「チェリー」も、当初から存在していたものではなかったことがいえる。

## その他
「1リールのみで入賞が確定する小役」があるのは現在では当たり前だが、かつては「1リールのみで入賞が確定する小役」は特許になっており、日本電動式遊技機工業協同組合（日電協）の加盟メーカーしか使用することが出来なかった。そのため、初めて日電協非加盟メーカーとしてパチスロを発売したJSI（日本回胴式遊技機工業）の第1機種目のオールドバーには「1リールのみで入賞が確定する小役」は無く、後にこの特許の保護期間が終了したため、現在では日電協非加盟メーカーの機種でも「1リールのみで入賞が確定する小役」を搭載することが出来る。
4号機以降の日電協加盟メーカーの機種で「1リールのみで入賞が確定する小役」を採用していない機種はトゥエンティーセブン（山佐）、ちゅら姫SUN、らくちん沖姫（いずれもエレコ）、魁!男塾（ロデオ）などがあるが少数派である。
また、4号機初期までは入賞総数の規制の算出方法が現在と異なっていたため、「1リールのみで入賞が確定する小役」は入賞が確定するリールに最大2個までしか搭載することができず、チェリーとそれ以外の小役を同一フラグにすることも認められていなかったためにチェリーは必ず取りこぼしの生じる小役であったが、4号機途中でそれらが改正され、チェリーを3個以上搭載することやチェリーとそれ以外の小役を同一フラグにすることが可能になり、すべての小役の取りこぼしがない台を作ることも可能になった。

## 註脚
1. ↑  1ゲームの配当の上限は15枚と決められているため、配当が8枚のチェリーが上下段に止まったとしても、8枚の2倍である16枚ではなく、15枚しか払い出されない。
2. ↑  中段チェリーを参照。
3. ↑  対義語は連チェリー（れんちぇりー）である。
4. ↑  単チェリーを参照。
5. ↑  シングルボーナスの集中役のこと。
6. ↑  ボーナスフラグにはシングルボーナスも含まれるため、意図的にこれを取りこぼして持ち越したまま単チェリーを数回出した後にシングルボーナスを揃えるとガセの集中を作ることが出来た。
7. ↑  めんそーれ（エマ）など
8. ↑  巨人の星3アリストクラート）など
9. ↑  例えば吉宗（大都技研）において単チェリーはボーナス確定（特定役解除）を意味する目となっている。
10. ↑  例えば北電子のアイムジャグラーEXの場合は2確のリーチ目になっている。
11. ↑  主役は銭形（平和）ではボーナス放出、大繁盛本舗（オーイズミ）ではボーナス放出+連荘モードへの移行抽選が行うことになり、ゲーム性に置いて、より大きなウェイトを占めることになった。
12. ↑  例えば南国娘（オリンピア）など。
13. ↑  リーチ目になることがある。
14. ↑  同じ中段チェリーでもBARが揃う場合と揃わない場合で別フラグとなっている機種もある（交響詩篇エウレカセブン2（サミー）など
15. ↑  中リール中段にチェリーが止まると中段・右上がり・右下がりの3ラインで入賞するため、3倍の配当が得られる。
16. ↑  ウルトラマン倶楽部ではCT中に効率的な払い出しをしやすくするために黒い帯付きのチェリーが採用された。
17. ↑  CT中に効率的な払い出しをしやすくするために採用されたものである。
18. ↑  プレイヤーはBIG察知後にコインロスを承知で（BIG当選済みのためボーナス抽選がない）
19. ↑  成立ゲームはリールのバックライトが派手にフラッシュする告知が発生する
20. ↑  チェリーの当選確率には設定差と小役カウンタによる確率の高低があったことから[要出典]、攻略上チェリーの当選で「青7を呼ぶ」ために、ベルをも意図的に取りこぼす打ち方をしなければならない（結果として報われない可能性もある）ケースも多々あった。
21. ↑  変則押しをすると順押しよりもチェリーが入賞しやすくなっていたが、変則押しをするとペナルティが発生し、ATの抽選が受けられなくなっていた。
22. ↑  左リールのチェリーは0枚小役扱いとなっている。
23. ↑  有効ラインではない左リール上下段にチェリーが出現したときは、中段にハートつきベルが必ず出現するリール配列になる。
24. ↑  RT中でないときがチャンスタイムであり、高確率RT突入のチャンスとなっている。
25. ↑  その色のチェリーをはずすことでリプパンはずしができた。
26. ↑  後に登場した機種では2色のチェリーの重複フラグを3種類用意し、告知がないときに2/3の確率でRTパンクとなるものも存在している。
27. ↑  中段チェリー出現でスイカを否定した場合は赤7ボーナス確定のリーチ目となる。
28. ↑  エウレカセブン、サクラ大戦3など。
29. 1 2 3 4 5 6  “パチスロ業界初まとめ ～はじめて物語・第１章・スロットマシンからパチスロへ【米スロットマシン～1号機】”. slothistory.com. 2021年8月3日閲覧。
30. ↑  「2リールのみで入賞が確定する小役」が存在していた。
31. ↑  
尚、前述の話からも分かるように「1リールのみで入賞が確定する小役」を搭載するのは義務ではないが、パチスロの規則では入賞総数に規制があるため、「1リールのみで入賞が確定する小役」を搭載しないと役構成がかなり制約される。